# 天生大顺国
天生大顺国，是指1951年在贵州毕节金沙县，由蔡天云（绰号蔡八字，亦称天生主人）为首成立的一个秘密结社政权。

## 概述
1951年贵州金沙县一带被中國人民解放軍攻佔前夕，原中華民國國軍团长，军统人員蔡天云在在金沙县岩孔街上，通过伪装算八字，当医生进行隐蔽，悄悄进行反共復國活动，秘密组建“天生大顺国” ，自封皇帝。并于1951年6月7日凌晨（农历五月初三日）率领94名人士公开进行暴动，旋即被当地政府镇压，蔡天云及其部份党羽被俘。后来蔡天云、张庆香、陈吉高、张学文等7人，于2个多月后在小湾乡两河口召开的公审会上被处以死刑。